# Octobre 1825

## Événements

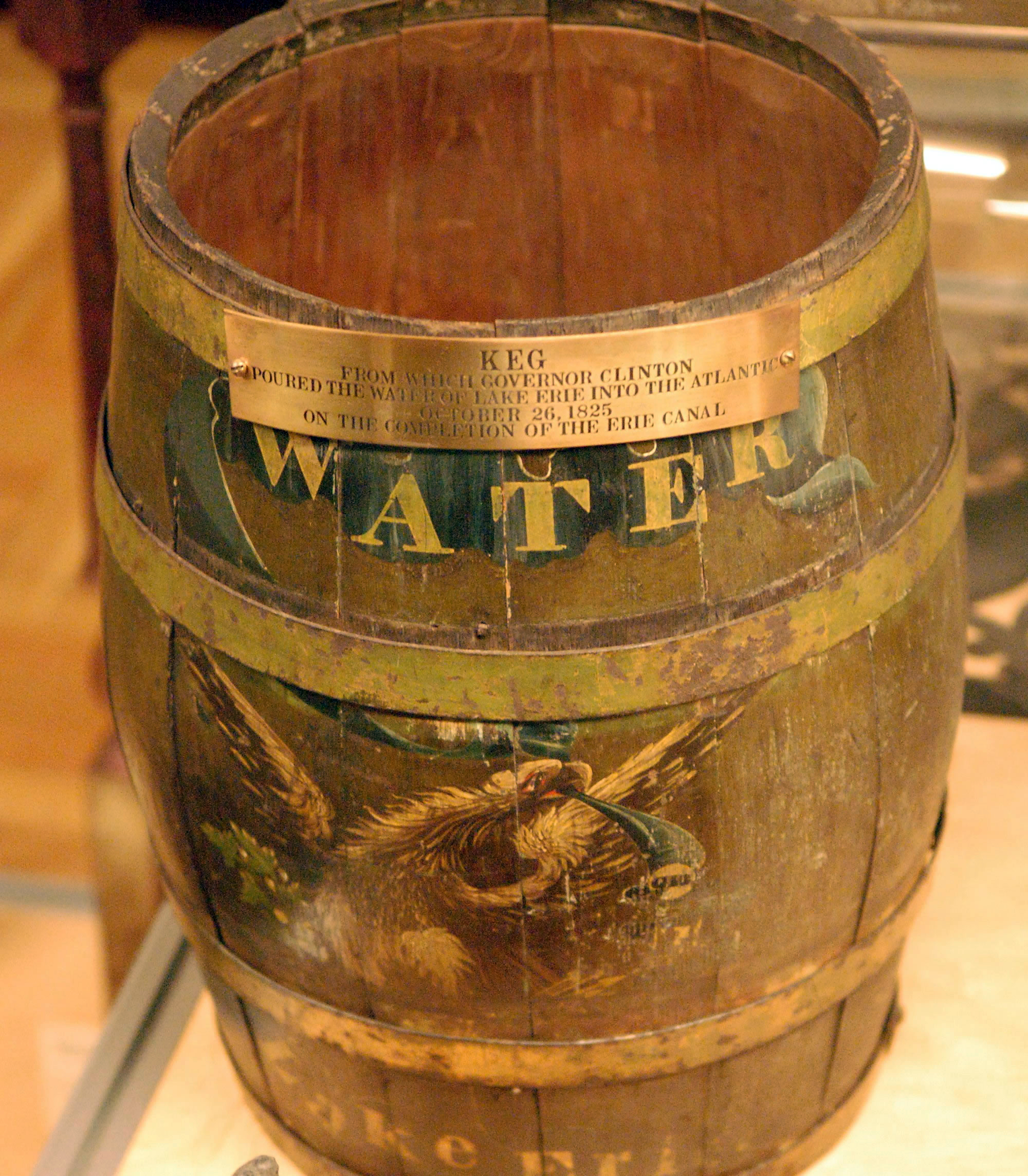
Barillet utilisé par le Gouverneur Clinton pour verser l'eau du lac Érié dans l'océan atlantique. Le 26 octobre 1825, jour de l'accomplissement du canal de l'Érié.

- 17 octobre : victoire uruguayenne sur le Brésil à la Bataille de Sarandí.

- 22 octobre (Hongrie) : devant la résistance des comitats, Metternich convoque la Diète après treize ans d’interruption. Elle rappelle à l’empereur l’obligation de la convoquer tous les trois ans. Cette convocation inaugure une ère de réformes jusqu’en 1848. La Diète de 1825-1827 vote des lois qui restituent les droits constitutionnels, mettent fin aux levées arbitraires de recrues et d’impôts et font avancer l’emploi du hongrois comme langue officielle. Le grand débat sur les réformes débute aux diétines des comitats, dans les journaux et les livres (Wesselenyi, Széchenyi).

- 26 octobre : Ouverture du canal de l'Érié, long de 584 km qui relie le lac Érié à New York en suivant le cours de l’Hudson.

## Naissances
- 13 octobre : Charles Frederick Worth, père de la Haute couture, à Bourne, Angleterre.
- 25 octobre : Johann Strauss fils, compositeur.
- 26 octobre : Johann Friedrich Julius Schmidt (mort en 1884), astronome et géophysicien allemand.
- 31 octobre : Charles Martial Lavigerie, cardinal français, archevêque de Carthage († 26 novembre 1892).

## Décès
- 6 octobre : Bernard Germain de Lacépède (né en 1756), zoologiste et homme politique français.